# Société Coloniale des Chaux et Ciments de Portland de Marseille

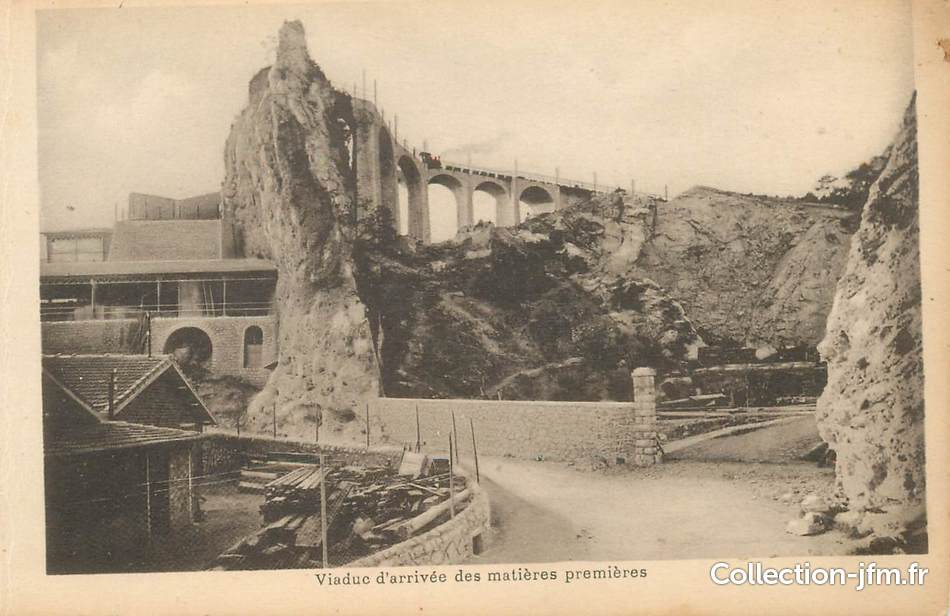
Decauville-Bahn auf der Brücke zum Beschicken des Zementwerks in L’Estaque

Die Société Coloniale des Chaux et Ciments de Portland de Marseille (Kolonialgesellschaft für Kalk und Portlandzemente in Marseille), kurz La Coloniale, war ein Zementwerk in L’Estaque bei Marseille im Département Bouches-du-Rhône.

## Geschichte
Die Aktiengesellschaft wurde am 20. November 1913 mit einem Stammkapital von 4 Millionen Franc für eine Dauer von 50 Jahren gegründet. Das anfängliche Kapital wurde 1919 auf 2,5 Mio. Franc erhöht, im April 1923 auf 4,25 Mio. Franc und im Mai 1929 auf 5 Mio. Franc.
Die Herren M. Siegfried, A. Cailler, J. Lindenmeyer, G. Bonnet, P. Bourcart, H. Gunthert, G. Roussy und M. Obellianne wurden in den Verwaltungsrat berufen.
Die Firma Lafarge übernahm um 1970 die Anlagen. Am Anfang des 21. Jahrhunderts riss sie die Zementfabrik weitgehend ab, wandelte die Büros wurden in Wohnungen um. Die oberhalb der Zementfabrik im Riaux-Tal im Nerthe-Massiv gelegenen Steinbrüche werden aber weiterhin genutzt.

## Zweck der Gesellschaft
Die Gesellschaft hatte folgenden Sinn und Zweck:
1. Herstellung, Verkauf und Export von Kalk, Zement und hydraulischen Produkten.
2. Erwerb, Pacht, Erschließung und Betrieb von Kalk- und Zementsteinbrüchen im Departement Bouches-du-Rhône oder in einer anderen Region, insbesondere in den Steinbrüche in La Nerthe.
3. Erwerb, Errichtung und Betrieb aller für die Gesellschaft erforderlichen Anlagen und die Erschließung von Gebäuden sowie aller beweglichen und unbeweglichen Grundstücksgeschäfte.
4. Industrie- oder Finanzgeschäfte, die mit den oben genannten Gegenständen zusammenhängen.

## Feldbahn

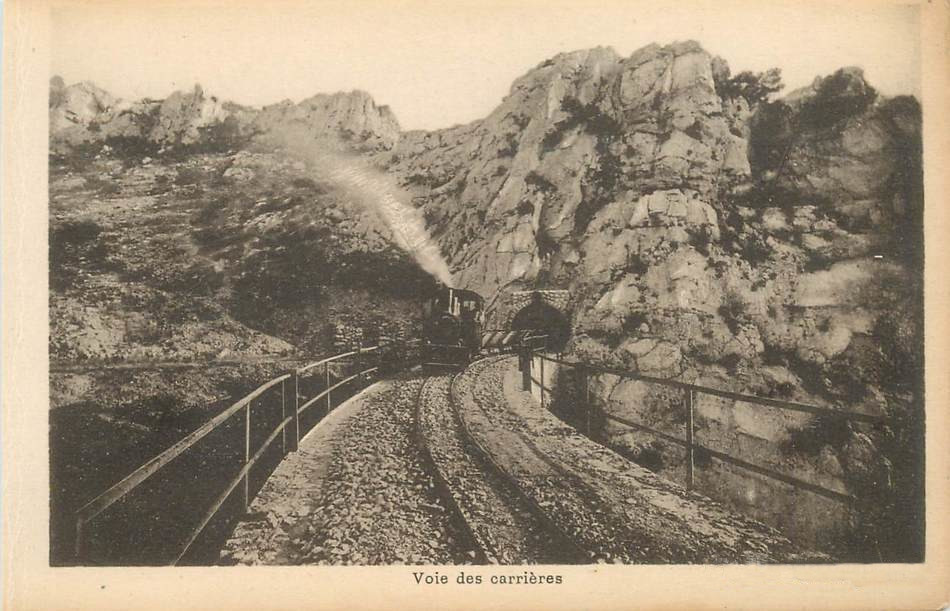
Decauville-Lokomotive mit Kipplorenzug vom Steinbruch zum Zementwerk

Die Gesellschaft betrieb eine werkseigene Decauville-Bahn von den Steinbrüchen zur Zementfabrik (Spurweite: 600 mm). Auf ihr wurde eine Decauville-Dampflokomotive eingesetzt, vermutlich die N° 1030, deren Kessel am 24. März 1922 getestet wurde und die am 30. Juni 1926 an die „Établissements Col.“ ausgeliefert wurde (Achsfolge: B n2t, Leergewicht: 5 t).

## Verschiffung
Die für den Export bestimmten Fertigprodukte wurden mit dem Lastwagen zum Port de la Lave transportiert und dort auf Frachtschiffe verladen. Dabei wurden zwei Methoden eingesetzt:
- A la chenille, in Säcke verpackt als Stückgut über ein Förderband
- A la palanquée, in Säcke verpackt als Stückgut per Kran über eine Rampe